# Hồng Thái Đông
Hồng Thái Đông là một xã thuộc thành phố Đông Triều, tỉnh Quảng Ninh, Việt Nam.

## Địa lý
Xã Hồng Thái Đông nằm ở phía đông thành phố Đông Triều, có vị trí địa lý:
- Phía đông và phía nam giáp thành phố Uông Bí
- Phía tây giáp xã Hồng Thái Tây
- Phía bắc giáp xã Tràng Lương.

Xã Hồng Thái Đông có diện tích 20,16 km², dân số năm 1999 là 6.212 người, mật độ dân số đạt 308 người/km².

## Hành chính
Xã Hồng Thái Đông được chia thành 5 thôn: 
Thượng Thông, Tân Lập, Tân Yên, Vĩnh Thái, Yên Dưỡng.

## Lịch sử
Ngày 17 tháng 5 năm 1986, Hội đồng Bộ trưởng ban hành Quyết định số 62/HĐBT về việc thành lập xã Hồng Thái Đông thuộc huyện Đông Triều trên cơ sở điều chỉnh 2.300 ha diện tích tự nhiên và 3.561 nhân khẩu của xã Phạm Hồng Thái cũ.
Ngày 11 tháng 3 năm 2015, Ủy ban Thường vụ Quốc hội ban hành Nghị quyết số 891/NQ-UBTVQH14 về việc thành lập thị xã Đông Triều thuộc tỉnh Quảng Ninh. Xã Hồng Thái Đông trực thuộc thị xã Đông Triều.
Ngày 28 tháng 9 năm 2024, Ủy ban Thường vụ Quốc hội ban hành Nghị quyết số 1199/NQ-UBTVQH15 về việc sắp xếp đơn vị hành chính cấp huyện, cấp xã của tỉnh Quảng Ninh giai đoạn 2023 – 2025 (nghị quyết có hiệu lực từ ngày 1 tháng 11 năm 2024). Theo đó, thành lập thành phố Đông Triều thuộc tỉnh Quảng Ninh. Xã Hồng Thái Đông trực thuộc thành phố Đông Triều.